# Christoph Felder

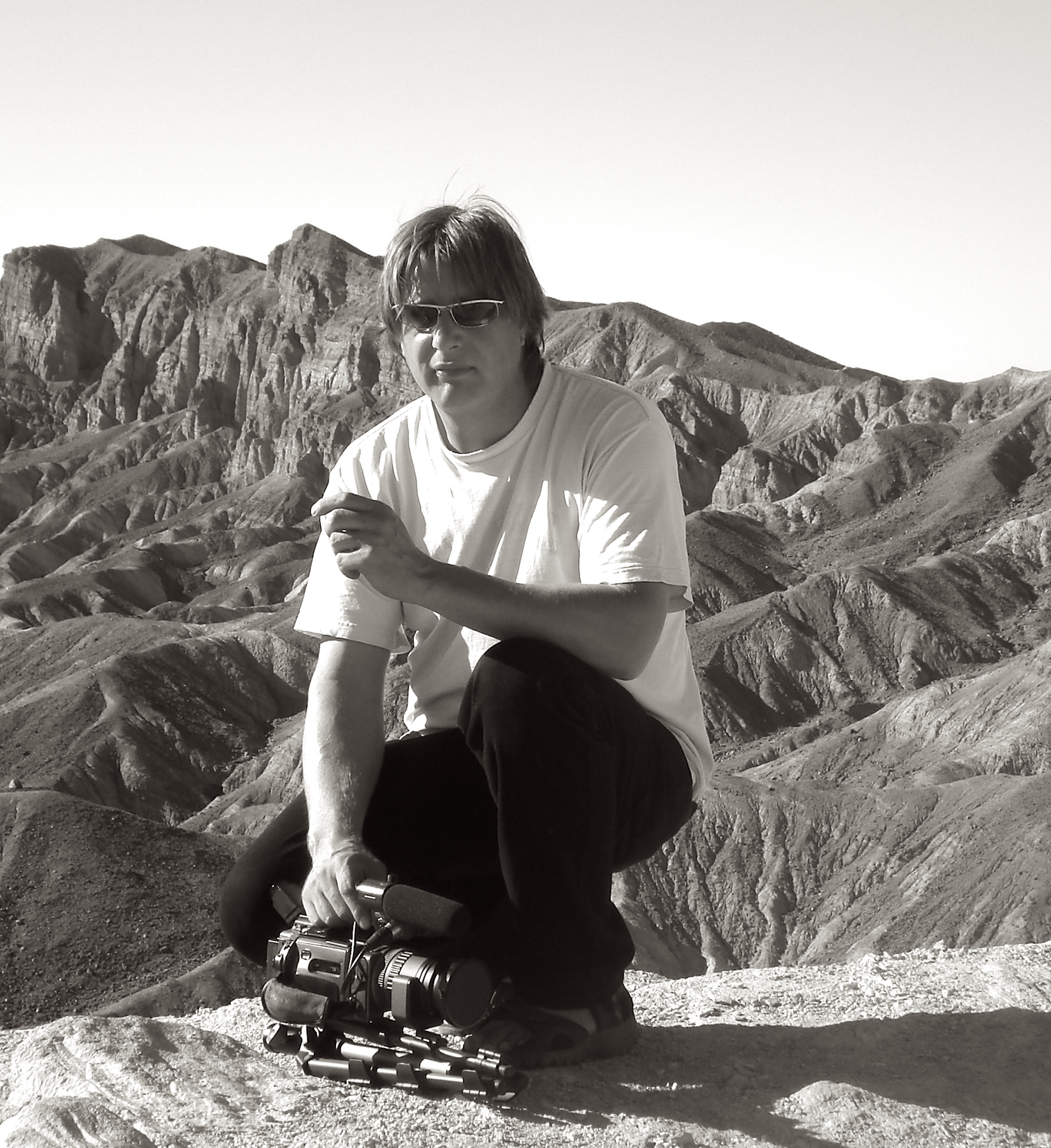
Christoph Felder (2008)

Christoph Felder (* 10. März 1958 in Köln) ist ein deutscher Dokumentarfilmer, Filmproduzent und Künstler. Er produziert Filme für das Fernsehen, Kino und private Auftraggeber und Porträts.

## Filme
Er porträtierte u. a. den Schauspieler Armin Mueller-Stahl, die Künstlerin Mary Bauermeister oder den deutschen Jazzpianisten Martin Sasse. Außerdem entstanden eine Trilogie über das Alleinsein (In eisiger Höhe, Der Alleinsegler und Die Kunst, allein zu sein) sowie Linkshänder, Amokläufer, Todesschüsse im Vatikan, Porträt einer Toten, Ausgezeichnet, Das andere Gesicht von Dubai.
1989 entstand der Film Der Stoff, aus dem die Filme sind, eine zweiteilige Dokumentation mit Alan Parker, William Goldman, Volker Schlöndorff, Bernd Eichinger und anderen internationalen Filmschaffenden. 2005/2007 realisierte er den Dokumentarfilm Die Wetterpropheten über die schweizerischen Muotathaler Wetterpropheten. Der Film wurde mehrfach ausgezeichnet.
2012 entstand als Kinofilm das dokumentarische Essay Der Schriftsteller Jürgen Becker. In der Hölle des Schweigens.
In dem Konzertfilm Groove begleitete Felder 2015 den amerikanischen Saxophonisten Bill Evans auf seiner Tournee durch Russland und Sibirien. Weitere Filme sind Ruf die Presse, es ist Frühling über den Glaskünstler Fritz Hans Lauten, Der Hirnforscher Detlef B. Linke, The Iron Camel, Peter Paul Rubens (Die Kreuzigung Petri), Ein Cover für BAP, Name Geburtstag und Geburtsort, Opfer und vergessen (Opfer des 2. Weltkrieges), Vom Kloster in die Ehe, Strassenverkäufer, Grenzgänger, Das rote Haus am Möhnesee.
2018 wurde der Film My Lai Inside veröffentlicht, der das Massaker in dem vietnamesischen Dorf My Lai im Jahr 1968 zum Thema hat (Uraufführung am 24. Juni 2018 im Kölner Odeon Kino, Einführung: Eugen Drewermann). Der Dokumentarfilm wurde auf dem Los Angeles Cinefest prämiert. Im gleichen Jahr entstand die Filmdokumentation zur Ausstellung: Rassendiagnose: Zigeuner im Kreishaus des Rheinisch Bergischen Kreises, der Film Stay alive (Flüchtlinge in Deutschland) und der zweite Film der Trilogie Wie Kunst entsteht (Wo Kunst entsteht). 2019 realisiert Felder den dritten Teil Was Kunst ausmacht und Russian Homes, ein persönlicher und politischer Dokumentarfilm der beschreibt, wie es sich mit den Widersprüchen des öffentlichen Russlandbildes leben lässt.
2024 soll unter dem Projekttitel Resistance ein frei finanzierter Dokumentarfilm abgeschlossen werden. Er behandelt Lawrence Colburn, Hugh Thompson jr. und Glen Andreotta, deren Widerstand gegen das Massaker von Mỹ Lai mit einem Aufklärungshubschrauber einige Zivilisten vor ihrer Ermordung retteten. Die Finanzierung soll u. a. durch Crowdfunding und der Kinostart 2025 erfolgen.

## Kunst
Seit 2015 stellt Felder seine Bilder öffentlich aus,
so in den Gruppenausstellungen „Besondere Orte ins Licht rücken“ der Gruppe Neun in Bergisch Gladbach, „Herbstquartett“ in Overath und „Seilbahn“ in Schloss Burg bei Solingen. 2018 war er Organisator, Künstler und Fildokumentar der Veranstaltungsreihe „BergischKunst“. 2019 produzierte der Künstler eine Projektion mit dem Titel What art makes.